# Giuseppe Miraglia (politico 1816-1901)
Giuseppe Miraglia (Cosenza, 12 gennaio 1816 – Napoli, 8 gennaio 1901) è stato un magistrato e politico italiano.